# Regulärer G-Raum
In der Mathematik bezeichnet man gewisse G-Räume (Räume mit Gruppenwirkung) als reguläre G-Räume.

## Definition
Sei {\displaystyle G} eine lokalkompakte Gruppe, die das zweite Abzählbarkeitsaxiom erfüllt, und sei {\displaystyle S} ein Standard-Borel-Raum. Die Gruppe wirke durch messbare Abbildungen und erhalte die Klasse eines Wahrscheinlichkeitsmaßes {\displaystyle \mu }. Man erhält dann eine isometrische Wirkung {\displaystyle R} von {\displaystyle G} auf {\displaystyle L^{1}(S,\mu )} durch
{\displaystyle (R(g)\cdot f)(s)=f(g^{-1}\cdot s){\frac {d(g^{-1}\mu )}{d\mu }}(s),}
wobei {\displaystyle {\frac {d(g^{-1}\mu )}{d\mu }}} die Radon-Nikodym-Ableitung bezeichnet. Der {\displaystyle G}-Raum {\displaystyle S} heißt regulär, wenn {\displaystyle R} eine stetige Wirkung ist.

## Beispiele
Sei {\displaystyle G} eine lokalkompakte Gruppe, die das zweite Abzählbarkeitsaxiom erfüllt. Dann sind die folgenden Beispiele reguläre G-Räume.
- {\displaystyle G} mit dem Haar-Maß und der Wirkung durch Konjugation auf sich,
- {\displaystyle G/Q} mit dem natürlichen fast-invarianten Maß für eine abgeschlossene Untergruppe {\displaystyle Q\subset G},
- der Furstenberg-Rand für ein Wahrscheinlichkeitsmaß auf {\displaystyle G}.